# Décès en décembre 1973
Décès
- 1969
- 1970
- 1971
- 1972
- 1973
- 1974
- 1975
- 1976
- 1977

Pour une information complémentaire, voir la page d'aide.

| Date        | Nom              | Pays                   | Activités            | Âge | Source |
| ----------- | ---------------- | ---------------------- | -------------------- | --- | ------ |
| 10 décembre | Ernest J. Dawley | Drapeau des États-Unis | Militaire américain. | 87  |        |